# L'Excès contraire
L'Excès contraire ou le Chevalier de lait est une pièce de théâtre de Françoise Sagan représentée pour la première fois sur la scène du Théâtre des Bouffes-Parisiens le 11 septembre 1987, dans une mise en scène de Michel Blanc et des décors d'Alexandre Trauner.

## Argument
Frédéric, un jeune lieutenant de Uhlans de Saxe, est surpris dans le lit d'Adèle par Cornélius, son mari. Un duel apparaît donc inévitable. Mais comme Cornélius est un redoutable adversaire, Frédéric va s'ingénier à éviter le duel.
Une blessure opportune lui permet de le différer, mais il cherche le moyen d'y échapper définitivement. Apprenant que Cornélius a une sœur vieille fille, Hanaé, il décide de l'épouser et, devenant ainsi le beau-frère de Cornélius, échappe à jamais à la menace. Hanaé, qui ne s'était jusque là uniquement préoccupée que de chasse, découvre l'amour et tombe dans l'« excès contraire » à la suite de sa première expérience avec son époux. Oubliant la chasse, elle se révèle une nymphomane épuisant son époux ainsi que tous les hommes qu'elle peut croiser. 
Elle rencontre ainsi Konrad, apprend qu'il est puceau et décide de le sauver de cette situation qu'elle trouve dramatique. Frédéric, de peur de devoir se battre en duel avec les amants, supporte sa situation de cocu jusqu'au jour où Hanaé prend enfin conscience de ses excès et devient fidèle.
Un autre événement vient mettre définitivement Frédéric à l'abri des duels : il sauve l'empereur d'un attentat anarchiste et est fait « chevalier de lait », donc intouchable.

## Distribution
- Dominique Lavanant : Hanaë
- Martin Lamotte : Konrad
- Bruno Madinier : Frédéric
- Caroline Sihol : Adèle
- Serge Riaboukine : Wenceslas
- Alan Adair : L'ambassadeur
- Gil Lagay : Cornélius
- Michel Puterflam : Hans-Albert
- François Viaur : Le curé
- Jacques Delaporte : L'anarchiste